# Microbisium parvulum
Microbisium parvulum är en spindeldjursart som först beskrevs av Banks 1895.  Microbisium parvulum ingår i släktet Microbisium och familjen helplåtklokrypare. Inga underarter finns listade i Catalogue of Life.